# دافيز موابي
دافيز موابي (بالإنجليزية: Davies Mwape)‏ (5 ديسمبر 1986 بكيتوي في زامبيا - ) هو لاعب كرة قدم زامبي في مركز الهجوم. شارك مع منتخب زامبيا لكرة القدم. أما مع النوادي، فقد لعب مع أورلاندو بيراتس ونادي زاناكو ونادي يانغ أفريكانز وKonkola Blades F.C. ‏ ونادي جومو كوزموز وChambishi F.C. ‏ وFC AK ‏ وRoan United F.C. ‏.

## وصلات خارجية
- دافيز موابي على موقع الاتحاد الدولي (مؤرشف)  (الإنجليزية)
- دافيز موابي على موقع قاعدة بيانات كرة القدم.إي يو (الإنجليزية)
- دافيز موابي على موقع ناشيونال فوتبول تيمز (الإنجليزية)